# 大平晋也
大平 晋也（おおひら しんや、1966年 - ）は、日本のアニメーター、アニメ監督、演出家。愛知県名古屋市出身。
一時期廃業して郷里に戻って家業に就いていたが、その後復帰して名古屋に在住したままアニメーターとして活動を続けている。

## 来歴
愛知県立小牧高等学校時代に美術部でペーパーアニメの自主制作を手伝う。周囲に金田伊功ファンが多く、その影響で、彼の流れを汲むアニメーターの1人、山下将仁の大ファンになる。最初はアニメーターになるつもりはなかったが、家の事情で進学が難しく、卒業後の進路をどうしようかと考えていた時にアニメ雑誌『アニメージュ』のアニメーター募集広告を目にして応募、卒業後、すぐにスタジオぴえろに入社する。
動画を3年経験したら原画に昇格させてもらう約束だったが、原画を描きたくて無理を言って半年で原画を描かせてもらう。そのことで上の方からクレームが来たことに反発し、わずか8カ月でぴえろを辞める。以後はフリーとしてさまざまな作品に関わるようになる。その当時は、影響を受けた山下将仁も在籍していたスタジオNo.1系の派手なメカアクションを得意とする「メカアニメーター」として名を馳せたが、山下の物真似だとして周囲から不評だったため、路線変更をする。
1988年、20代前半でアニメ映画『AKIRA』の制作に参加。映画化の話を聞きつけ、自ら原画を持ち込んで大友克洋監督に見てもらい、参加を取り付けた。
1991年、『夢枕獏 とわいらいと劇場』の「骨董屋」で初めて監督を務める。『AKIRA』への参加をきっかけにリアル志向や「生々しいものを描きたい」という欲求持つようになっていたため、この作品の頃から独特な人物作画やエフェクト作画にこだわる実験的な作風に変わる。
映画『ユンカース・カム・ヒア』のパイロットフィルムで初めてキャラクターデザインと作画監督を務める。しかし、3分の映像に半年もかけてスケジュールを大幅にオーバーしたために降板させられ、本編はエンディングを少し手伝っただけだった。
1994年、『THE八犬伝［新章］』第4話「はまじ再臨」の演出を手掛ける。この作品で業界を辞めようと考えていたため、最後に一花咲かせようと思い、当時、頭角を現しつつあった湯浅政明に声をかけて参加してもらった。それまでのエピソードとは大幅に異なるビジュアルを採用。その映像のリアルさ、生々しさ、表現は日本のアニメ史においてトップクラスに位置するものであり、比肩するもののない異色作としてアニメファンだけでなく業界内でも話題となり、多くのクリエイターがこの作品の出現に衝撃を受けた。完成後、ある程度の達成感を感じた大平は、一旦業界を引退して実家に戻り、家業に就いた。
数年のブランクを経て、1990年代の終わり頃にPlayStation 2向けゲーム『BLOOD THE LAST VAMPIRE』のアニメパート制作に参加し、アニメーターとして業界に復帰。以降は名古屋に在住したまま、劇場作品を中心に仕事をするようになる。
2023年、『君たちはどう生きるか』に参加。担当したシーンのひとつに序盤で母親を探す眞人が炎の中を歩いていくシーンがある。作画監督の本田雄いわく、作品に絵柄を合わせず画力でねじ伏せてくるスタイルのため、本田は補正程度の修正しか行っていないという。

## 人物・作風
日本のアニメーションのリアル系の作画を語る上で欠かせない人物。リアルで生々しい動作にこだわった人物作画や独特なエフェクト作画による表現が高く評価されている。
他の追随を許さない唯一無二のアニメーションで、『AKIRA』、スタジオジブリの『紅の豚』『千と千尋の神隠し』『ハウルの動く城』『風立ちぬ』、Production I.Gの『イノセンス』や『ももへの手紙』、STUDIO 4℃の『鉄コン筋クリート』をはじめ、多くの大作で重要パートを任される。クエンティン・タランティーノ監督の『キル・ビル Vol.1』のアニメパートや『アニマトリックス』（「Kids Story」）、『ブレードランナー ブラックアウト2022』など、海外作品からのオファーを受けることも多い。
アニメーター休業期間を除き、1991年の『おもひでぽろぽろ』から、スタジオジブリの劇場作品には継続的に参加している。宮崎駿監督作品への初参加は1992年の『紅の豚』から。また、宮崎作品に参加する時は宮崎本人からレイアウト用紙に鉛筆で書いた直筆の依頼の手紙をもらうという。
髪の毛や布やたくさん生えた腕などの手のかかる作画や水や炎や煙などのエフェクトといった普通のアニメーターなら嫌がるような一番面倒くさいパートを喜々として引き受ける。
「形」については自由にとらえたいという気持ちが強く、それはエフェクトに対する感覚とも似ていて、リアルさよりも動きの気持ちよさを優先させる。キャラクターもエフェクト的にとらえていて、「キャラクターもエフェクトで良いんじゃないか?」とも語っている。
アニメーターは絵コンテやキャラクター設定にあわせて描くのが一般的で、大平の特徴的な絵柄、ときに色鉛筆やクレヨンで描いてそのまま画面に出す実験的な作風、各エピソードやシーンを丸ごと自身の作風で染め上げてしまうスタイルは、通常の原画マンとは大きく異なる。これは、大平が新人の頃にテレビシリーズよりも縛りがないOVAが流行していたので、特殊な仕事を数多くさせてもらえたことが大きかったという。また、アニメーターは基本的に指示通りに描かないといけないが、自分の個性を出すために、設定通りに描かなかったりシナリオを無視したりして我を通した。そんな奴も100人の中に1人、2人いるなら面白いと思ってもらえるだろうと考えてのことだったが、その目論見は成功した。それで監督やプロデューサーと揉めて出入り禁止になることもあったが、大平を指名してシーン丸ごと任せるというようなオファーが来るようになった。
盟友に橋本晋治がいる。1989年の『御先祖様万々歳!』で出会ってすぐに意気投合し、『エンゼルコップ』にSt. BREAKというスタジオ名で参加して以降、一緒に仕事をするようになる。『THE八犬伝』では共同で作画監督を務め、互いにビデオ撮影をしながら作画の参考にした。
初期のディズニー作品のファンである。
実写に対する憧れはないという。

## 参加作品

### テレビアニメ
- 星銃士ビスマルク（1984年-1985年）動画
- 忍者戦士飛影（1985年-1986年）動画・原画
- マシンロボ クロノスの大逆襲（1986年-1987年）原画
- 機動戦士ガンダムΖΖ（1986年-1987年）原画
- アニメ80日間世界一周（1987年-1988年）原画
- ピーターパンの冒険（1989年）原画
- 桃太郎伝説PEACHBOY LEGEND（1989年-1990年）オープニングアニメーション原画・変身バンク
- シティーハンター3（1989年-1990年）オープニングアニメーション原画
- Sci-Fi HARRY（2000年-2001年）オープニングアニメーション（原田慎之介名義）
- 風人物語（2004年）原画
- お伽草子（2004年-2005年）原画
- ピンポン THE ANIMATION（2014年）オープニングアニメーション絵コンテ・演出・作画監督・原画
- スペース☆ダンディ（2014年）原画
- ルパン三世 PART IV（2015年）原画
- ONE PIECE（1999〜） 原画

### 劇場アニメ
- バツ&テリー（1987年）原画
- 機動戦士ガンダム 逆襲のシャア（1988年）原画
- AKIRA（1988年）原画
- 宇宙皇子（1989年）原画
- おもひでぽろぽろ（1991年）原画
- 紅の豚（1992年）原画
- ユンカース・カム・ヒア（パイロット版）（1995年）キャラクターデザイン・作画監督・原画
- ユンカース・カム・ヒア（1995年）エンディング
- SPRIGGAN（1998年）原画（ノンクレジット）
- ホーホケキョ となりの山田くん（1999年）原画
- スライム冒険記 海だ、イエ〜（1999年）原画
- 千と千尋の神隠し（2001年）原画
- ギブリーズ episode2（2002年）原画
- ANIMATRIX 「Kid's Story」（2003年）原画
- マインド・ゲーム（2004年）原画（ノンクレジット）
- イノセンス（2004年）原画
- ハウルの動く城（2004年）原画
- ポータブル空港（2004）原画
- space station No.9（2005）原画
- テニスの王子様 二人のサムライ The First Game（2005年）原画
- 劇場版ツバサ・クロニクル 鳥カゴの国の姫君（2005年）原画
- 劇場版xxxHOLiC 真夏ノ夜ノ夢（2005年）原画
- 鉄コン筋クリート（2006年）原画
- Genius Party Beyond「わんわ」（2008年）監督・絵コンテ・キャラクターデザイン・作画監督・原画
- REDLINE（2010年）原画
- ももへの手紙（2012年）原画
- 虹色ほたる 〜永遠の夏休み〜（2012年）原画
- 映画『ベルセルク 黄金時代篇III 降臨』（2013年）絵コンテ（共同）
- 風立ちぬ（2013年）原画
- ジョバンニの島（2014年）原画
- THE LAST -NARUTO THE MOVIE-（2014年）原画
- 夜は短し歩けよ乙女（2017年）絵コンテ・原画
- メアリと魔女の花（2017年）原画
- 夜明け告げるルーのうた（2017年）原画
- ニンジャバットマン（2018年）原画（原田慎之介名義）
- 君たちはどう生きるか（2023年）原画

### 実写映画
- キル・ビル Vol.1（2003年）原画（アニメパート）
- 渇き。（2014年）劇中アニメーション監督・絵コンテ・演出

### OVA
- 機甲界ガリアンPARTIII 鉄の紋章（1986年）原画（ノンクレジット）
- アイ・シティ LOVE CITY（1986年）原画
- メガゾーン23 PART II 秘密く・だ・さ・い（1986年）原画
- GALL FORCE 2 DESTRUCTION（1987年）原画
- バブルガムクライシス（1987年）原画
- 学園特捜ヒカルオン（1987年）原画
- ブラックマジック M-66（1987年）原画
- 超獣機神ダンクーガ GOD BLESS DANCOUGA（1987年）原画
- ドラゴンズヘブン（1988年）原画
- プロジェクトA子3 シンデレララプソディ（1988年）原画（ノンクレジット）
- RIDING BEAN（1989年）作画監督・原画
- 御先祖様万々歳（1989年）原画
- エンゼルコップ（1989年）原画
- 機動戦士ガンダム0080 ポケットの中の戦争（1989年）エフェクト設定、宣伝映像『ALL THAT GUNDAM』原画
- 孔雀王2 幻影城（1989年）原画
- THE八犬伝 （1990年）作画監督（共同）・原画
- A-Ko The VS「BLUE SIDE」（1990年）原画（ノンクレジット）
- バイオレンスジャック ヘルスウィンド編（1990年）原画
- 夢枕獏 とわいらいと劇場「骨董屋」（1991年）監督・脚本・絵コンテ・キャラクターデザイン・作画監督
- THE八犬伝 〜新章〜 第4話「はまじ再臨」（1994年）演出・絵コンテ・原画
- 青の6号（1998年-2000年）原画（ノンクレジット）
- フリクリ（1999年）原画
- ジョジョの奇妙な冒険 ADVENTURE（2000年-2002年）原画（原田慎之介名義）
- 影Shadow（2004年）美術設定・原画（成人向け作品、原田慎之介名義）

### Web アニメ
- 日本アニメ（ーター）見本市 な「西荻窪駅徒歩20分2LDK敷礼2ヶ月ペット不可」（2014年）原画
- ブレードランナー ブラックアウト2022（2017年）原画

### ゲーム
- キャプテンパワー トレーニングビデオ（1988年）作画監督（共同）・原画
- BLOOD THE LAST VAMPIRE（2000年）原画
- テイルズ オブ ジ アビス（2005年）イベント作画
- アスラズ ラース 第11.5話「あの力はまずい」（2012年）監督・キャラクターデザイン・絵コンテ・作画監督